# Народні збори Стародавнього Близького Сходу
Народні збори Стародавнього Близького Сходу — збори населення різних міст-держав, які знаходилися на Близькому Сході. Давні близькосхідні державні утворення зазвичай мали форму монархії, але це не виключало існування зборів, які шумерською мовою називали «ункін» (unkin) та аккадською мовою — «пухрум» (puhrum). Такі органи колективного управління, що мали різні назви в різних регіонах та періодах, засвідчені з кінця IV тис. до н. е.
Божественні збори, які спільно приймають рішення, фігурують у міфологічних текстах (наприклад, в «Енкі та світовий порядок» та в «Енума Еліш», вавилонській поемі про створення світу). У кількох епічних поемах царі радяться зі зборами. У «Гільгамеші та Ага» група старців і група юнаків радяться з царем Урука. Практичні документи підтверджують існування таких зборів. Згідно зі збіркою шумерських законів кінця ІІІ тис. до н. е., складеною за часів Ур-Намму, вони виконували судові функції. На початку ІІ тис. до н. е. збори з такими ж можливостями зустрічаються в Ашшурі та різних вавилонських містах, де вони продовжували існувати протягом І тис. до н. е.
Відомо кілька типів колективних органів під різними назвами. До них належить «карум» (kārum), або з'їзд купців, у давньоассирійських колоніях в Анатолії. Карум Каніша складався з «великих» та «малих» людей. Ця установа також зустрічається в Месопотамії: на початку ІІ тис. до н. е. в карум Сіппарі, часто спільно з старостою, ймовірно, був головним керівним органом міста. В Емар та Туттуль, також центрах торгівлі, місцеві збори, що називалися «тахтамум» (tahtamum), займалися юридичними, економічними та політичними справами. Тим часом кочовики іноді збиралися на «рішсум» (rihsum), що означає «переговори». Мешканці або «голови» міста також час від часу приймали колективні рішення.
Групи старійшин (або «сенатів») згадуються як у клинописних джерелах, так і в Біблії. В Ізраїлі цей інститут існував до встановлення монархії, і згодом старійшини продовжували радити царям.
Існування зборів іноді призводило до постулювання «демократичних» практик на стародавньому Близькому Сході. Однак, колективне прийняття рішень часто співіснувало з монархічною владою, критерії членства в зборах, частота їхніх засідань та ступінь їхньої автономії відносно царів, які могли консультуватися з зборами, але все ще зберігати за собою виконавчу владу, залишаються невідомими.